# Herminio Díaz Zabala
Herminio Díaz Zabala (n. Reocín, Cantabria; 12 de diciembre de 1964) es un exciclista y director deportivo español, profesional entre 1986 y 1998, cuyos mayores éxitos deportivos los logró en la Vuelta a España al obtener una victoria de etapa en la edición de 1989. 
Su hermano mayor Pedro también fue ciclista profesional.
Después de su retirada pasó a formar parte del equipo técnico de la ONCE, que en 2004 pasó a denominarse Liberty Seguros. Fue director de la misma estructura —bajo el nombre de Astana— durante la Vuelta a España 2006, ganada por Aleksandr Vinokúrov. Posteriormente, ocupó el puesto de director deportivo en el equipo élite y sub-23 Aldro Team.
Además, él y su hermano gestionan un hotel de tres estrellas en Santillana del Mar (Cantabria).

## Palmarés
1985
- Bizkaiko Bira

1987
- 1 etapa en la Vuelta a Cantabria

1988
- 1 etapa en la Vuelta a Cantabria

1989
- 1 etapa en la Vuelta a España

1991
- Tirreno-Adriático, más 1 etapa

1994
- 1 etapa en la Vuelta a Murcia

## Equipos
- Teka (1986)
- Reynolds (1987-1988)
- ONCE (1989-1998)